# Regina Mundi
Regina Mundi (que en latín significa «Reina del Mundo») es la iglesia católica más grande de Sudáfrica. Se ubica en Rockville, Soweto, una populosa zona urbana residencial negra dentro de la ciudad de Johannesburgo. Fue construida en 1961 y abierta el 24 de julio de 1962.
Sirvió como lugar de encuentro para los habitantes de Soweto y como refugio para activistas contra el régimen del apartheid, razón por la que a menudo se le llama la «iglesia del pueblo» o «catedral del pueblo». En los disturbios de Soweto de 1976, albergó a los estudiantes que estaban siendo asediados con disparos y gas lacrimógeno por parte de la policía. En 1997, Nelson Mandela estableció el 30 de noviembre como «Día de Regina Mundi» en honor a la iglesia.
La iglesia fue visitada por el presidente de Estados Unidos Bill Clinton y la primera dama Hillary Clinton en marzo de 1998, y por la primera dama de ese país Michelle Obama en junio de 2011.